# Ҳә
Ҳә – dwuznak cyrylicy wykorzystywany w zapisie języka abchaskiego. Oznacza dźwięk [ħʷ], czyli uwargowioną spółgłoskę szczelinową gardłową bezdźwięczną.

## Kodowanie
| Forma     | Wygląd | Części składowe | Części składowe |
| --------- | ------ | --------------- | --------------- |
| majuskuła | Ҳә     | U+04B2 Ҳ        | U+04D9 ә        |
| minuskuła | ҳә     | U+04B3 ҳ        | U+04D9 ә        |